# Classe Diane (sommergibile 1930)
La classe Diane (dal nome del sommergibile capoclasse) è stata una classe di nove sommergibili – sottoclasse del type 630 – prodotti dall'industria navale francese per la Marine nationale tra il 1927 e il 1934.

## Descrizione
I sommergibili della classe Diane erano qualificati all'epoca di sottomarini di seconda classe detta di 630 tonnellate (in francese: «Sous-marin de 2ème classe dit de 630 tonnes»).
Il Type 600 e il Type 630 comprendevano diverse sottoclassi di sommergibili francesi, costruiti nel periodo tra le due guerre mondiali: Type 600 (Ariane, Circé e Sirène), Type 630 (Argonaute, Diane e Orion) e Type 630 Standard Amirauté (Aurore, Minerve e Phénix, di cui l'ultima non costruita).
Le due serie – Type 600 e Type 630 – erano equivalenti alla Classe 600 italiana, alla Classe S britannica e al Tipo VII tedesco.

## Sommergibili
| Nome              | Cantiere                                             | Ordine | Inizio costruzione | Impostazione     | Varo             | Ingresso in servizio | Destino finale   | Note |
| ----------------- | ---------------------------------------------------- | ------ | ------------------ | ---------------- | ---------------- | -------------------- | ---------------- | --- |
| Diane (NN4)       | Augustin Normand, Le Havre                           | 1926   | 25 aprile 1927     | 4 gennaio 1928   | 15 maggio 1930   | 1 settembre 1932     | 9 novembre 1942  | autoaffondato a Orano                                                                                    |
| Méduse (NN5)      | Augustin Normand, Le Havre                           | 1926   | 25 aprile 1927     | 1 gennaio 1928   | 25 agosto 1930   | 1 settembre 1932     | 10 novembre 1942 | affondato al largo del Marocco                                                                           |
| Amphitrite (Q159) | Augustin Normand, Le Havre                           | 1927   | 23 gennaio 1928    | 8 agosto 1928    | 20 dicembre 1930 | 8 giugno 1933        | 8 novembre 1942  | affondato a Casablanca                                                                                   |
| Antiope (Q160)    | Ateliers et chantiers de la Seine-Maritime, Le Trait | 1927   | 06 marzo 1928      | 28 dicembre 1928 | 18 agosto 1931   | 12 ottobre 1933      | 26 aprile 1946   | integra le FNFL nel dicembre 1942; disarmato nell'aprile 1946                                            |
| Amazone (Q161)    | Ateliers et chantiers de la Seine-Maritime, Le Trait | 1927   | 06 marzo 1928      | 14 gennaio 1929  | 28 dicembre 1931 | 12 ottobre 1933      | 26 aprile 1946   | integra le FNFL nel dicembre 1942; disarmato nell'aprile 1946                                            |
| Orphée (Q163)     | Augustin Normand, Le Havre                           | 1928   | 18 dicembre 1928   | 22 agosto 1929   | 10 novembre 1931 | 8 giugno 1933        | 15 aprile 1946   | integra le FNFL nel dicembre 1942; disarmato nell'aprile 1946; decorato con la Croix de guerre 1939-1945 |
| Oréade (Q164)     | Ateliers et chantiers de la Seine-Maritime, Le Trait | 1928   | 18 dicembre 1928   | 15 agosto 1929   | 23 maggio 1932   | 15 dicembre 1933     | 8 novembre 1942  | affondato a Casablanca                                                                                   |
| Psyché (Q174)     | Augustin Normand, Le Havre                           | 1928   | 17 gennaio 1930    | 26 dicembre 1930 | 04 agosto 1932   | 23 dicembre 1933     | 8 novembre 1942  | affondato a Casablanca                                                                                   |
| Sibylle (Q175)    | Ateliers et chantiers de la Seine-Maritime, Le Trait | 1928   | 17 gennaio 1930    | 10 gennaio 1931  | 28 gennaio 1932  | 22 dicembre 1934     | 8 novembre 1942  | affondato al largo di Fedahla                                                                            |